# Pîlîpî-Hrebtiivski, Nova Ușîțea
Pîlîpî-Hrebtiivski (în ucraineană Пилипи-Хребтіївські) este localitatea de reședință a comunei Pîlîpî-Hrebtiivski din raionul Nova Ușîțea, regiunea Hmelnîțkîi, Ucraina.

## Demografie
Componența lingvistică a localității Pîlîpî-Hrebtiivski
     Rusă (70,75%)
     Ucraineană (28,66%)
     Alte limbi (0,36%)
Conform recensământului din 2001, majoritatea populației localității Pîlîpî-Hrebtiivski era vorbitoare de rusă (70,75%), existând în minoritate și vorbitori de ucraineană (28,66%).